# Cayratia acris
Cayratia acris là một loài thực vật hai lá mầm trong họ Nho. Loài này được (F.Muell.) Domin miêu tả khoa học đầu tiên năm 1912.